# Gil Neves
Pour les articles homonymes, voir Neves.
Gil Neves, né le 9 février 2008, est un footballeur portugais qui joue au poste de milieu offensif au Benfica.

## Biographie

### Carrière en club
Né au Luxembourg[réf. à confirmer] Gil Neves grandit à Roodt-sur-Syre,.
Neves est ainsi intégralement formé dans le duché, avec en parallèle également un passage par le FC Metz à partir de ses 9 ans et jusqu'au covid, avant de rejoindre le F91 Dudelange,,.
À l'été 2024, il intègre le centre de formation du SL Benfica, où il rejoint ses compatriotes Leandro Barreiro et Tomàs Moreira,. Il s'illustre d'abord en équipes de jeunes avec le club de championnat du Portugal,, y signant son premier contrat professionnel.

### Carrière en sélection
Gil Neves est d'abord international junior avec le Luxembourg, avec les moins de 16 puis moins de 17 ans, avec qui il participe aux qualifications à l'Euro 2023 puis 2024.
Mais après son arrivée à Benfica, il choisi de représenter l'équipe du Portugal des moins de 17 ans à partir de septembre 2024,. Il s'y illustre rapidement face au but, notamment avec une autre binational portugo-luxembourgeois Yoan Pereira,,.
Neves est convoqué avec l'équipe du Portugal des moins de 17 ans pour participer au Championnat d'Europe des moins de 17 ans qui a lieu en mai et juin 2025,. Le Portugal atteint la finale de la compétition après l'avoir emporté au tirs au but face à l'Italie (après un match nul 2-2),.  Les lusitaniens remportent ensuite la compétition en s'imposant 3-0 contre la France, avec Gil Neves qui marque le dernier but de la finale, après être entré en jeu,,,,.

## Palmarès
à venir